# Pontifícia Universidade Católica do Equador
A Pontifícia Universidade Católica do Equador, (em castelhano:  Pontificia Universidad Católica del Ecuador ou PUCE), é uma pontifícia universidade localizada na cidade de Quito, Equador. É uma das mais prestigiadas universidades e também a mais antiga universidade privada na República do Equador.

## História
Fundada em 1946 pela Companhia de Jesus e pelo arcebispo de Quito, Card. Carlos María de la Torre, durante o segundo mandato do presidente José María Velasco Ibarra, o co-fundador e primeiro reitor foi o famoso humanista, encenador e professor Aurelio Espinosa Polit. A primeira faculdade a funcionar foi a de Jurisprudência; seu primeiro reitor foi o diplomata e ministro das Relações Exteriores, Julio Tobar Donoso.

### Papa Francisco   Julho  7, 2015 (PUCE)

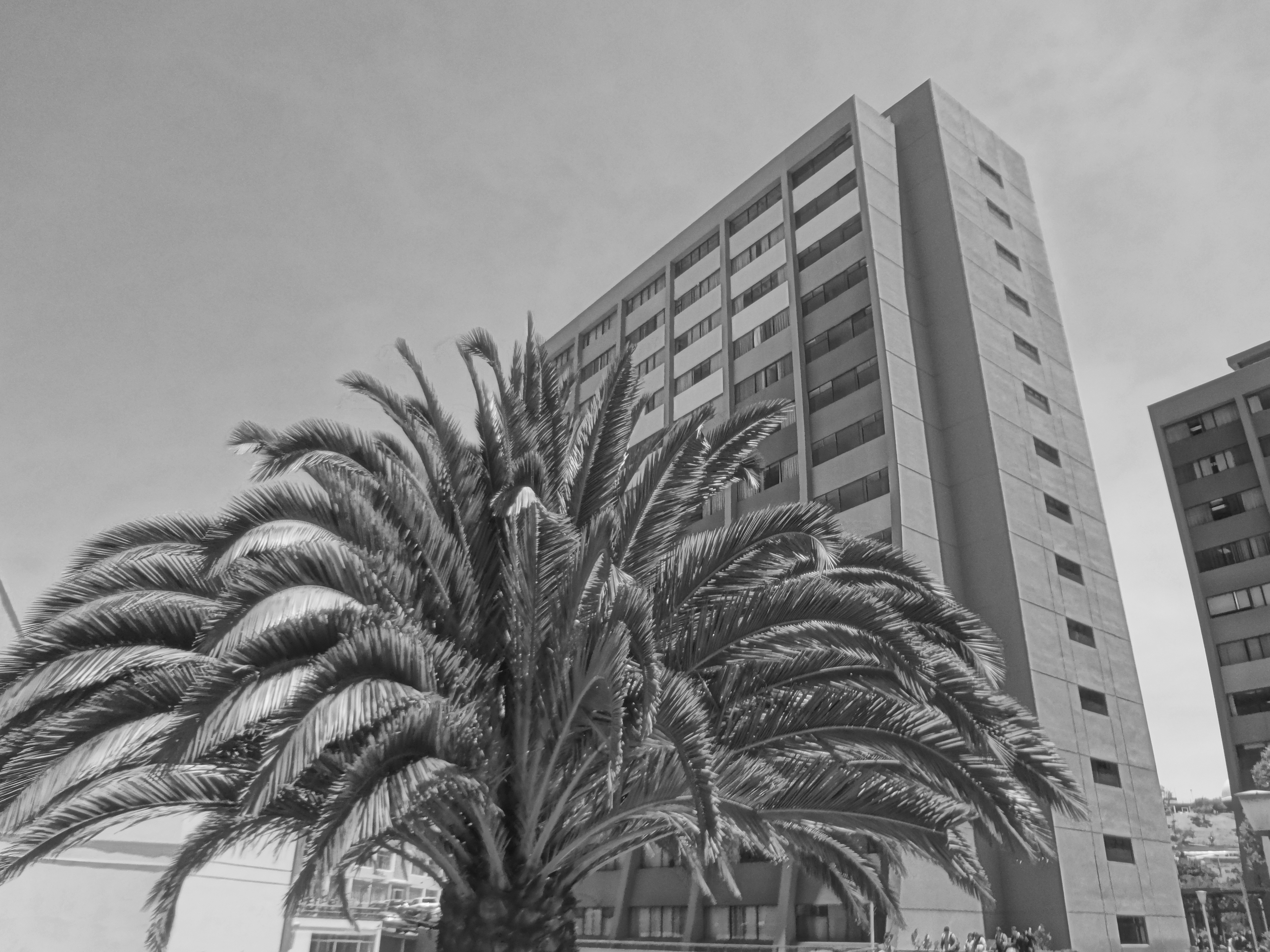
Pontifícia Universidade Católica do Equador

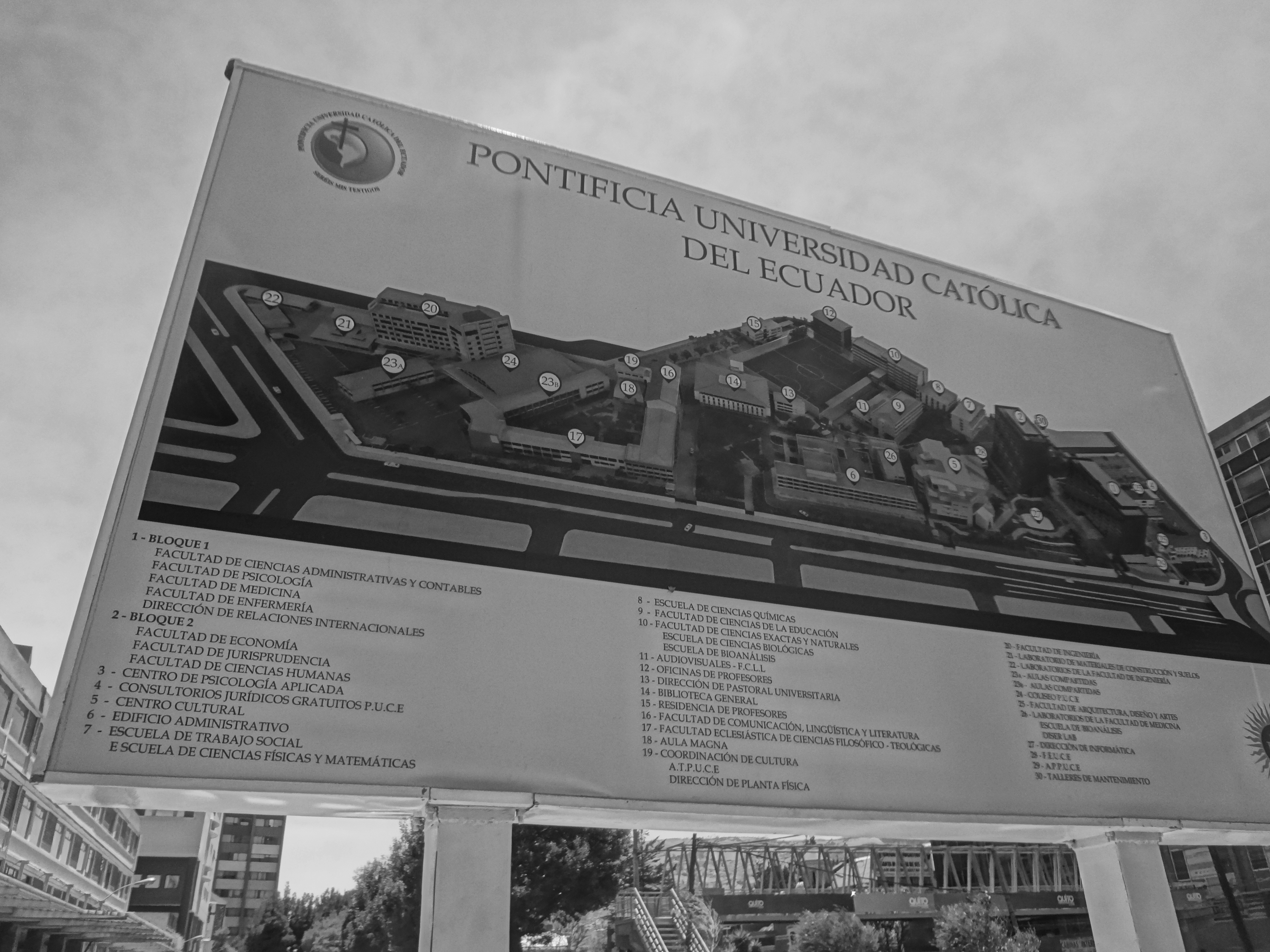
Mapa de Pontifícia Universidade Católica do Equador

Papa Francisco  Pontifícia Universidade Católica do Equador  Julho, 2015 (PUCE)

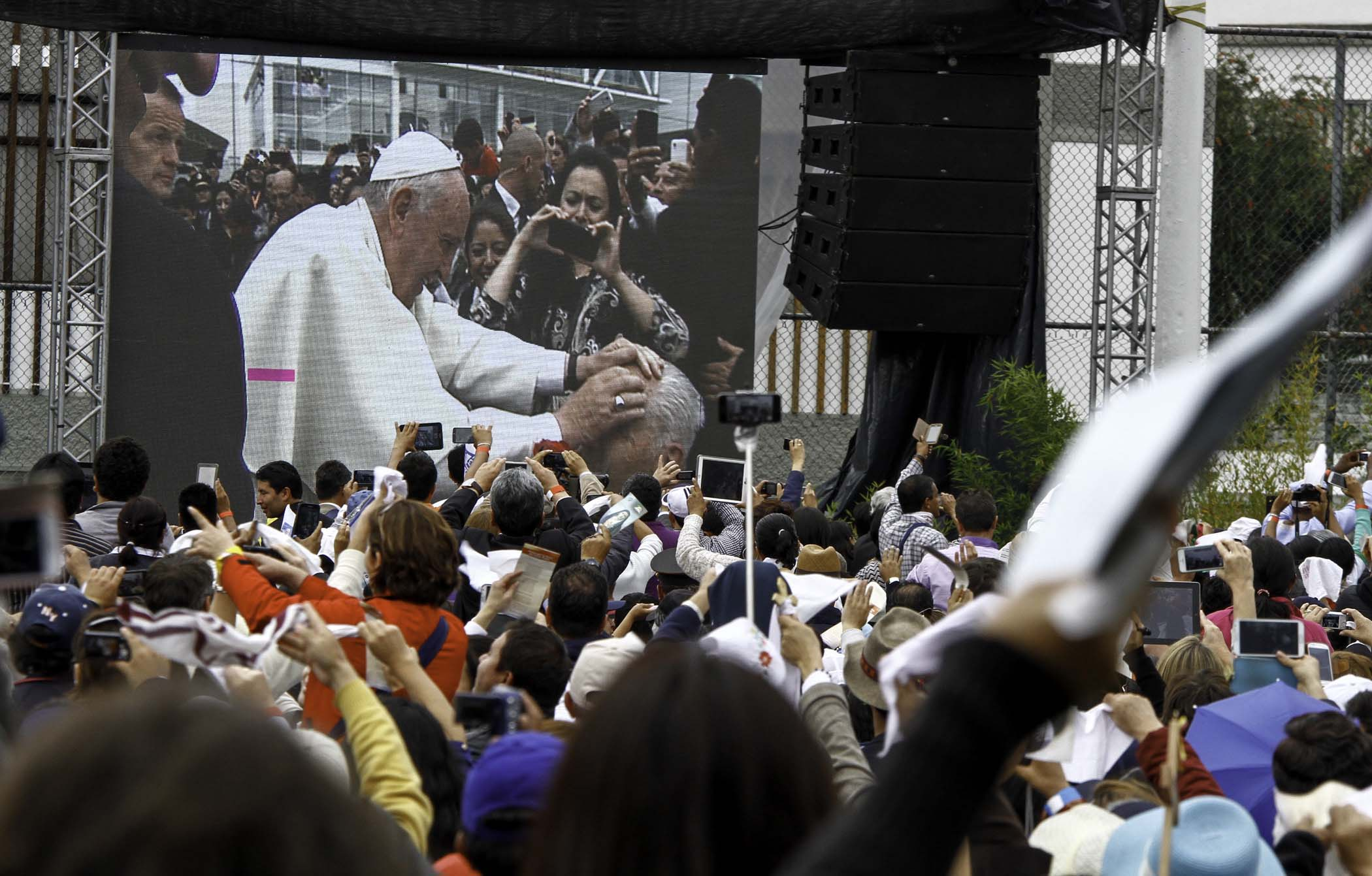
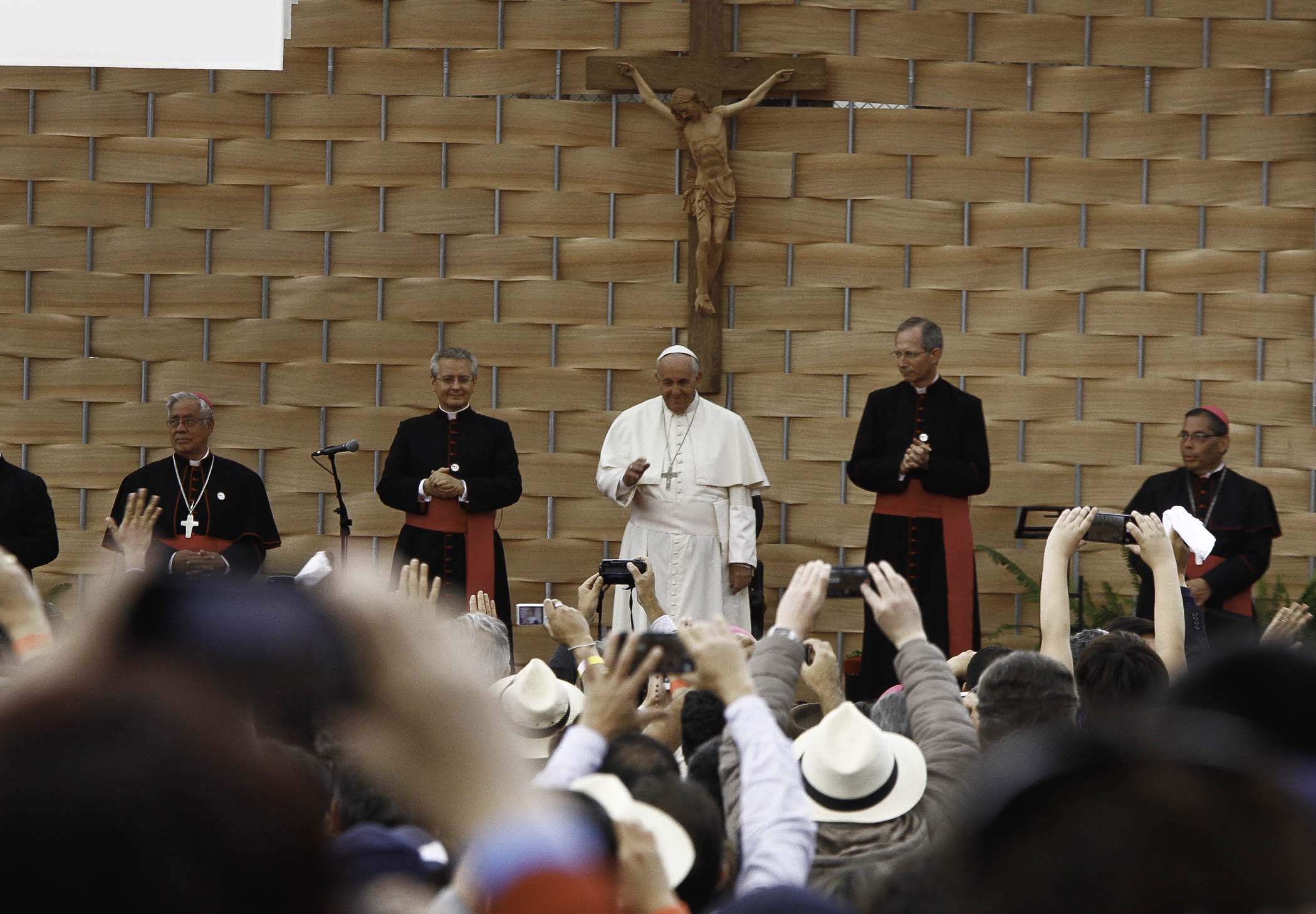
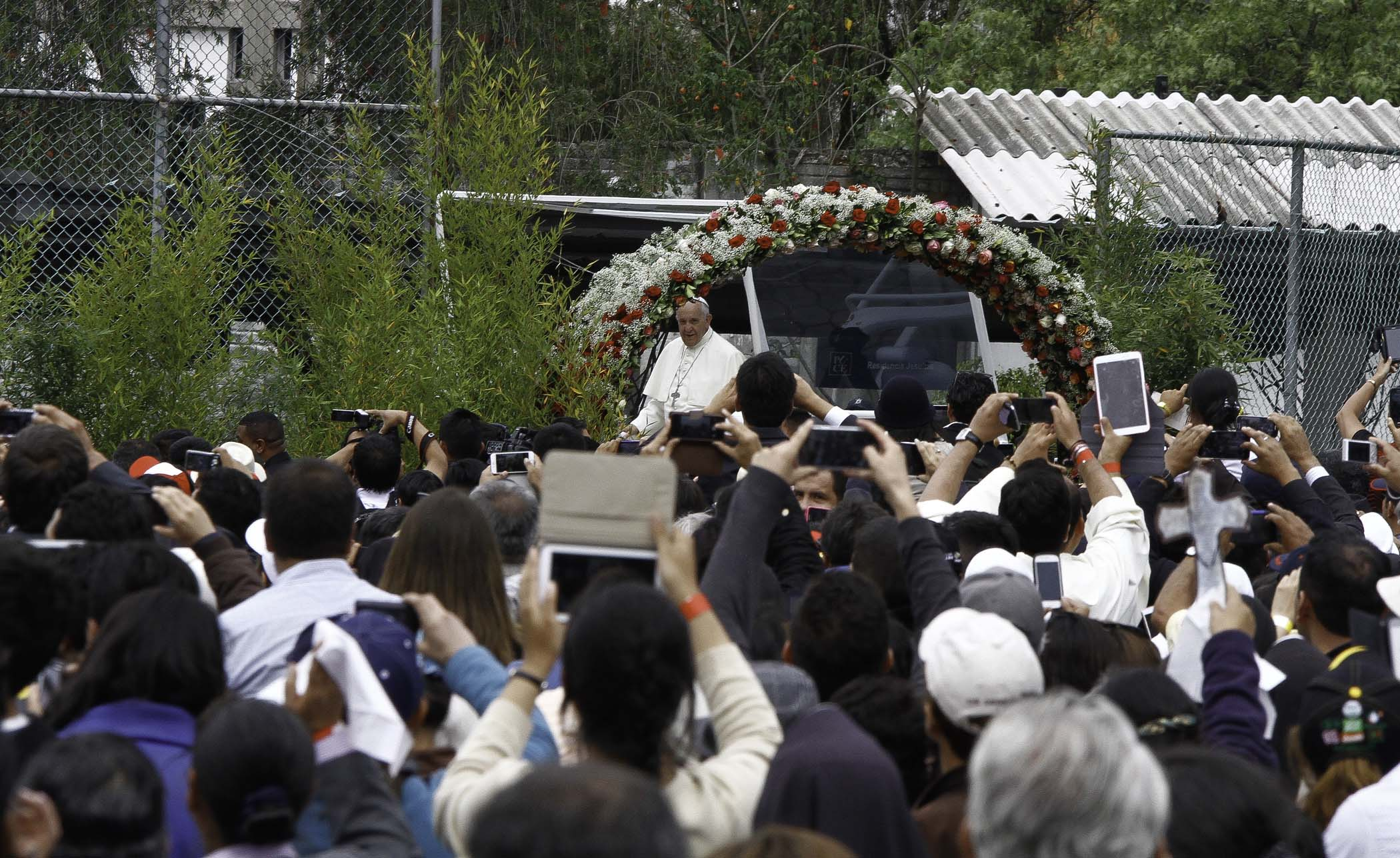
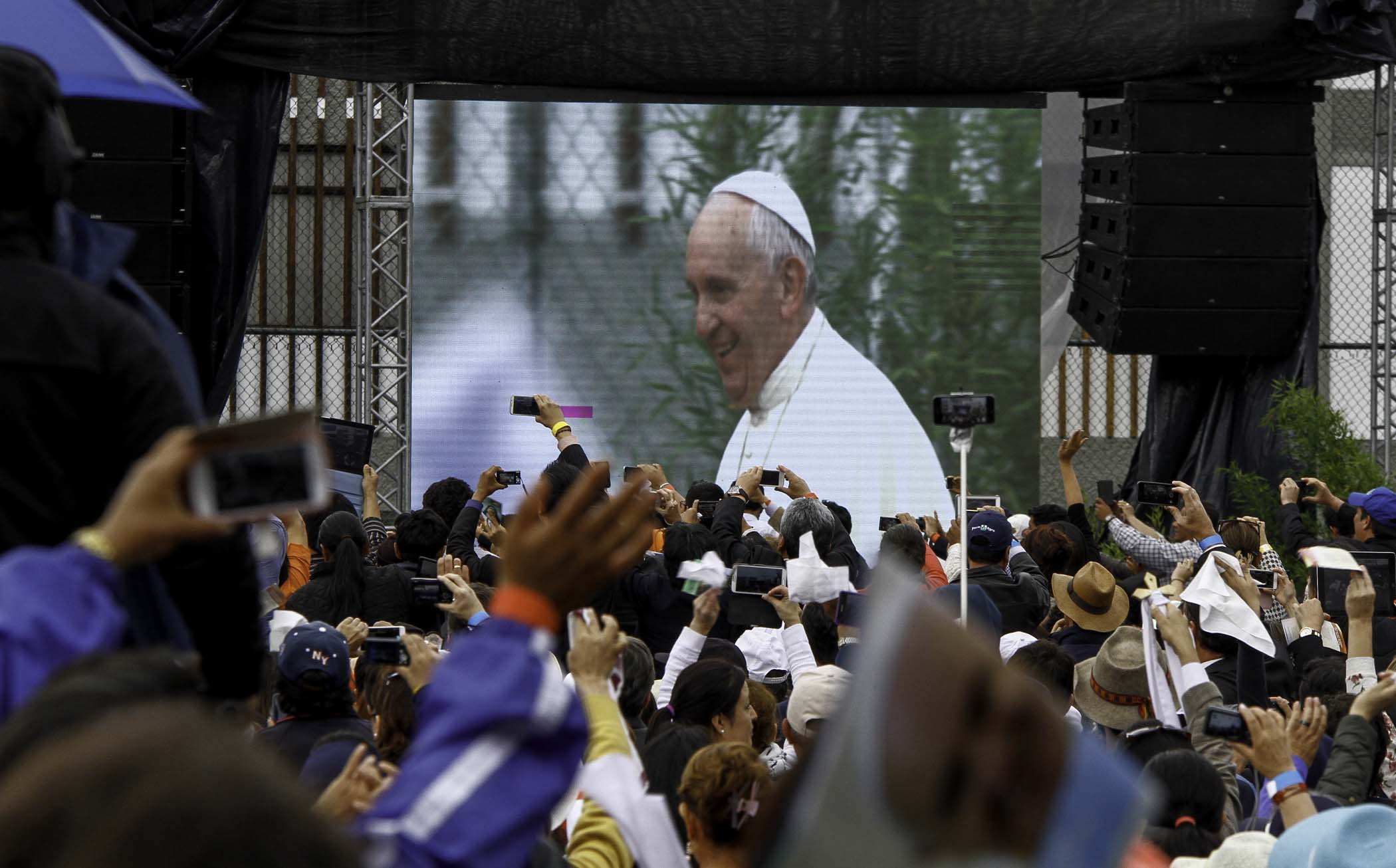

   

### Biblioteca em (PUCE)

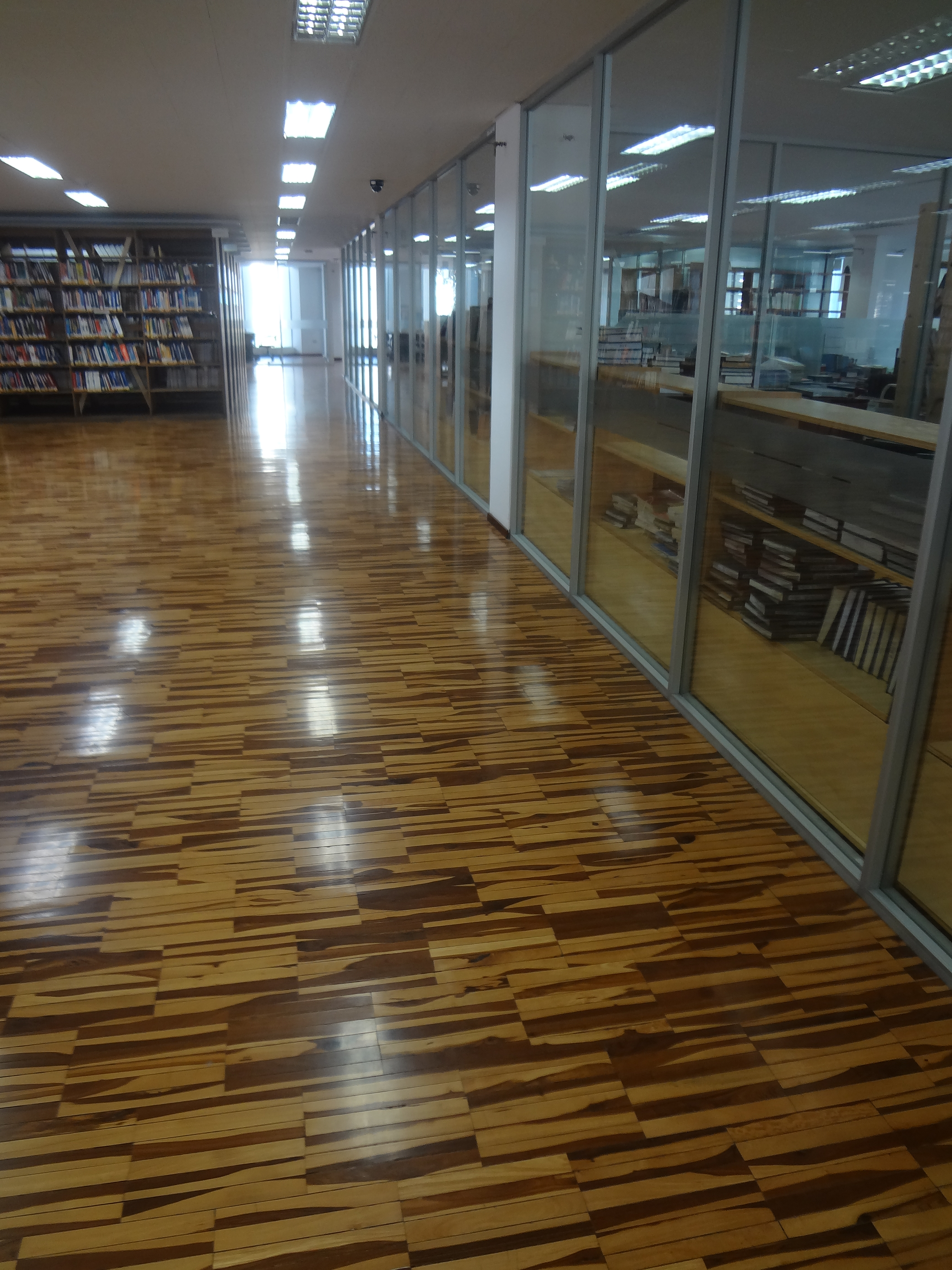
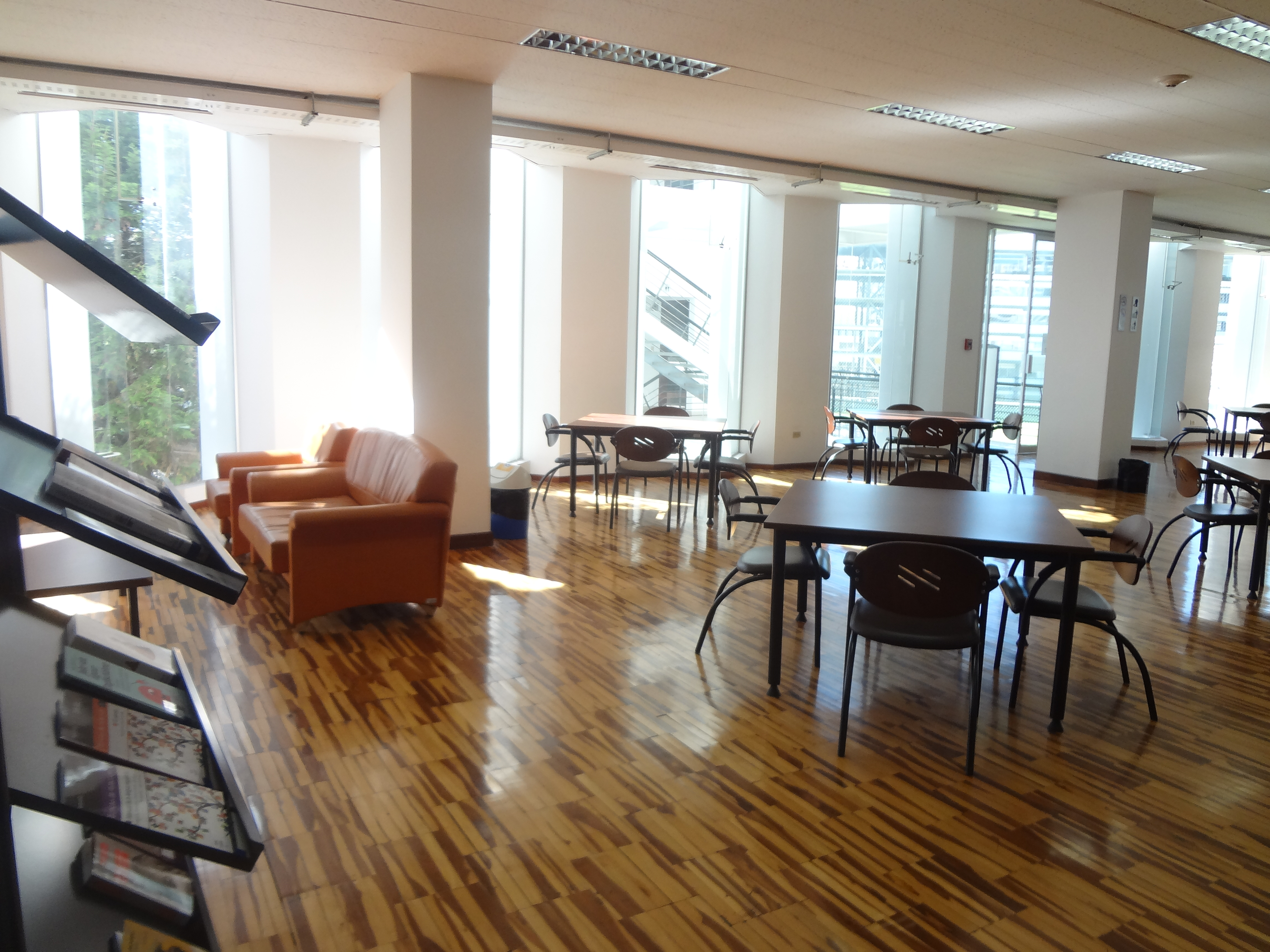
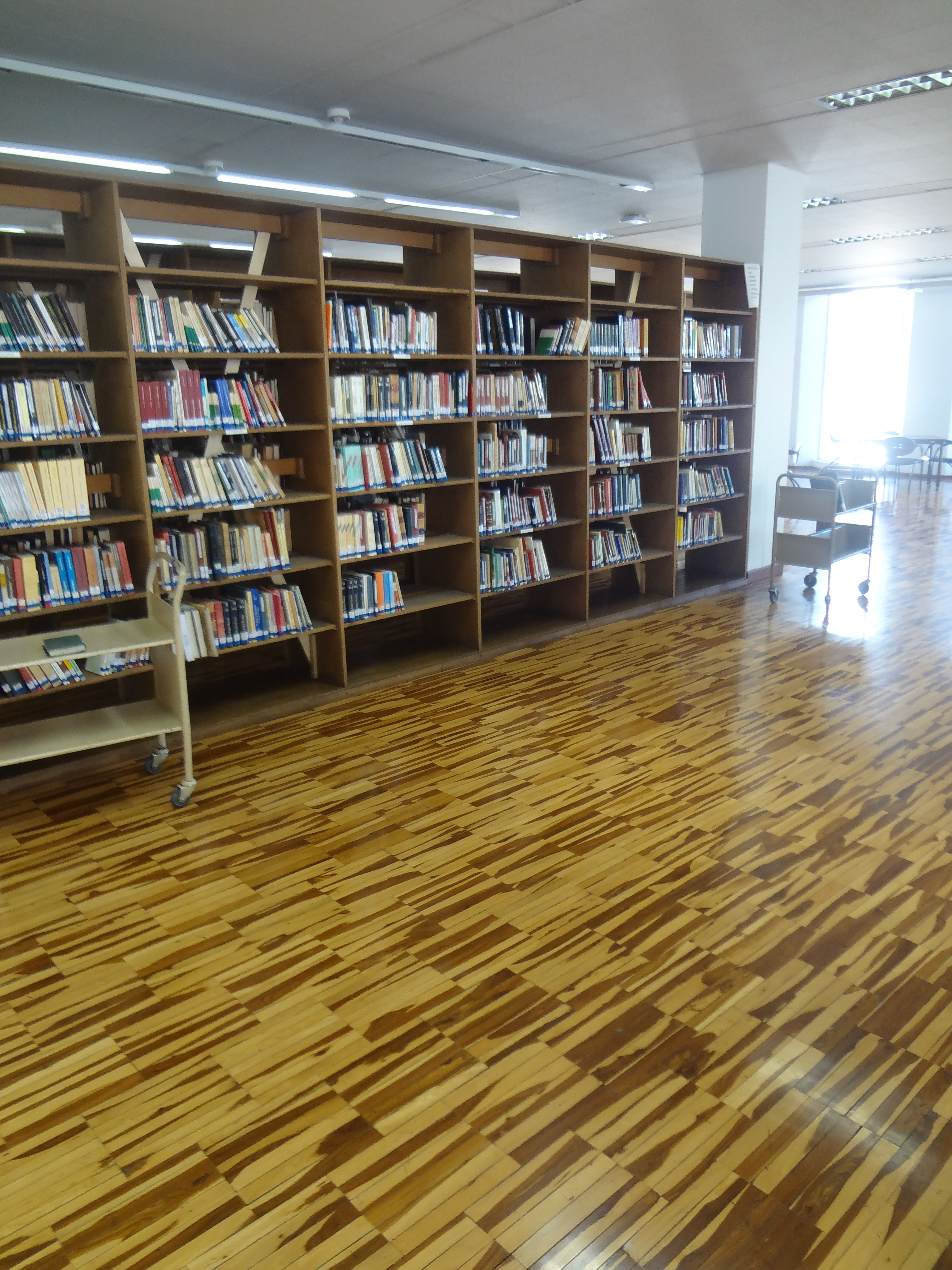
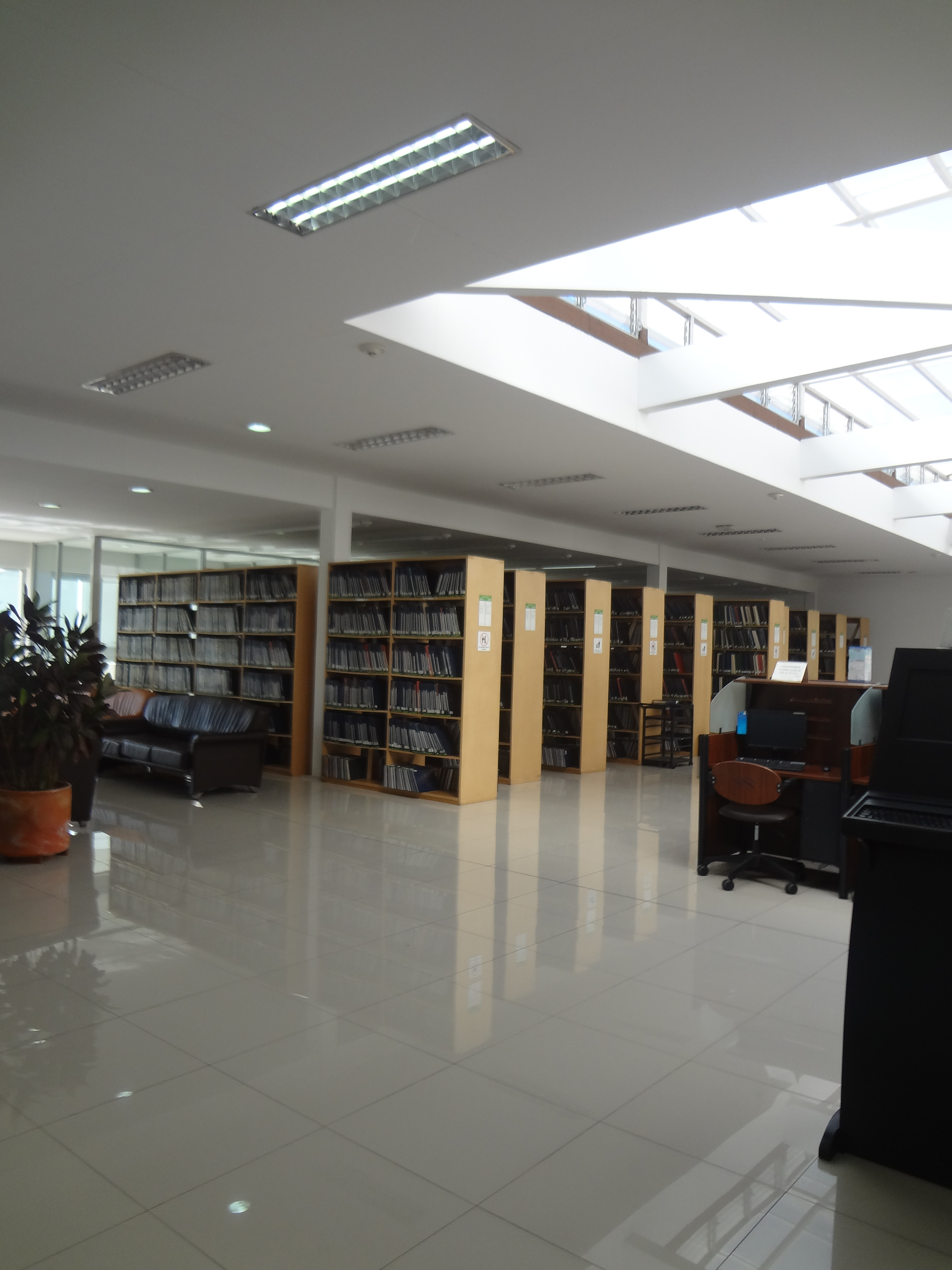
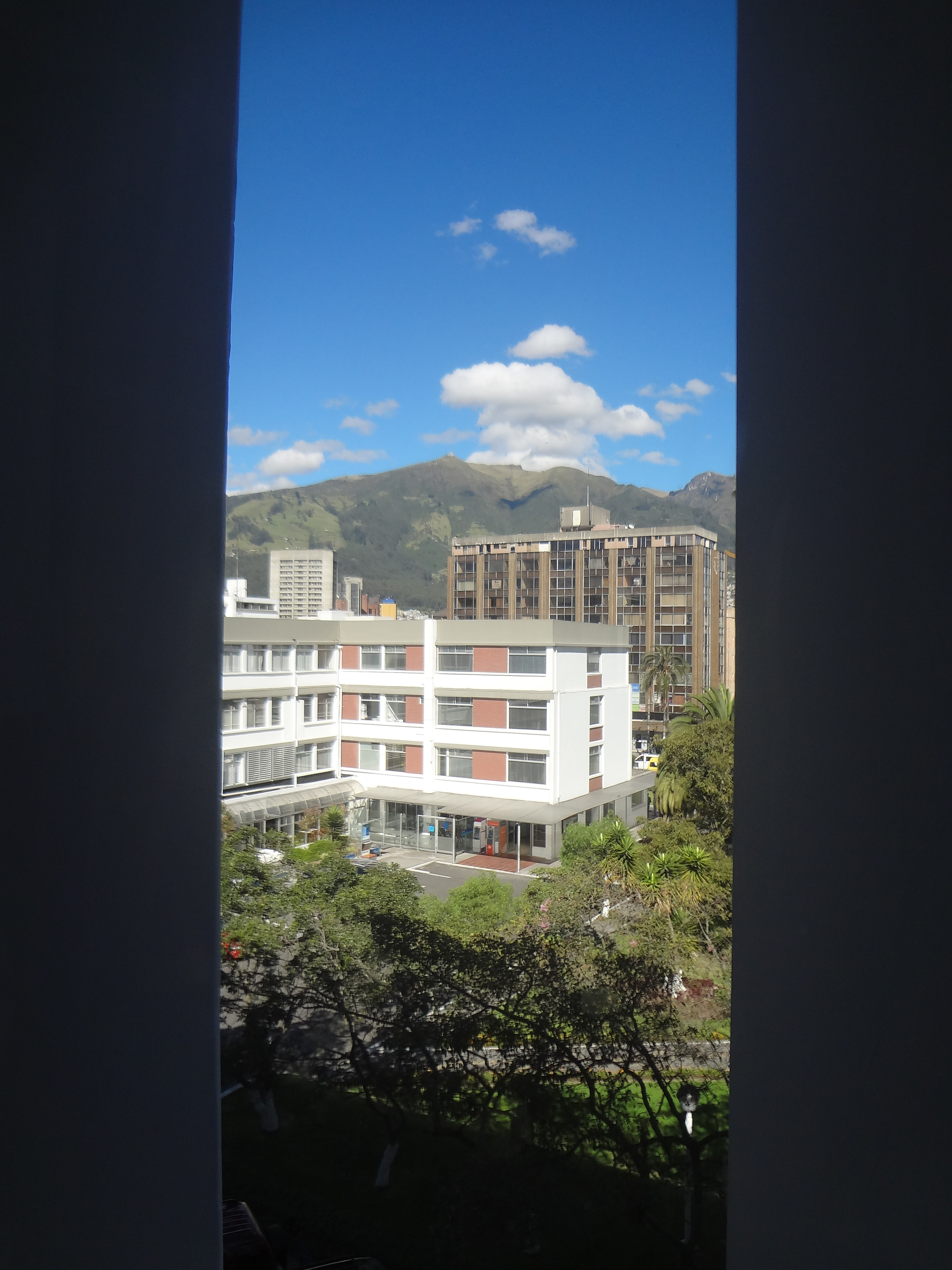

## Coliseu, PUCE

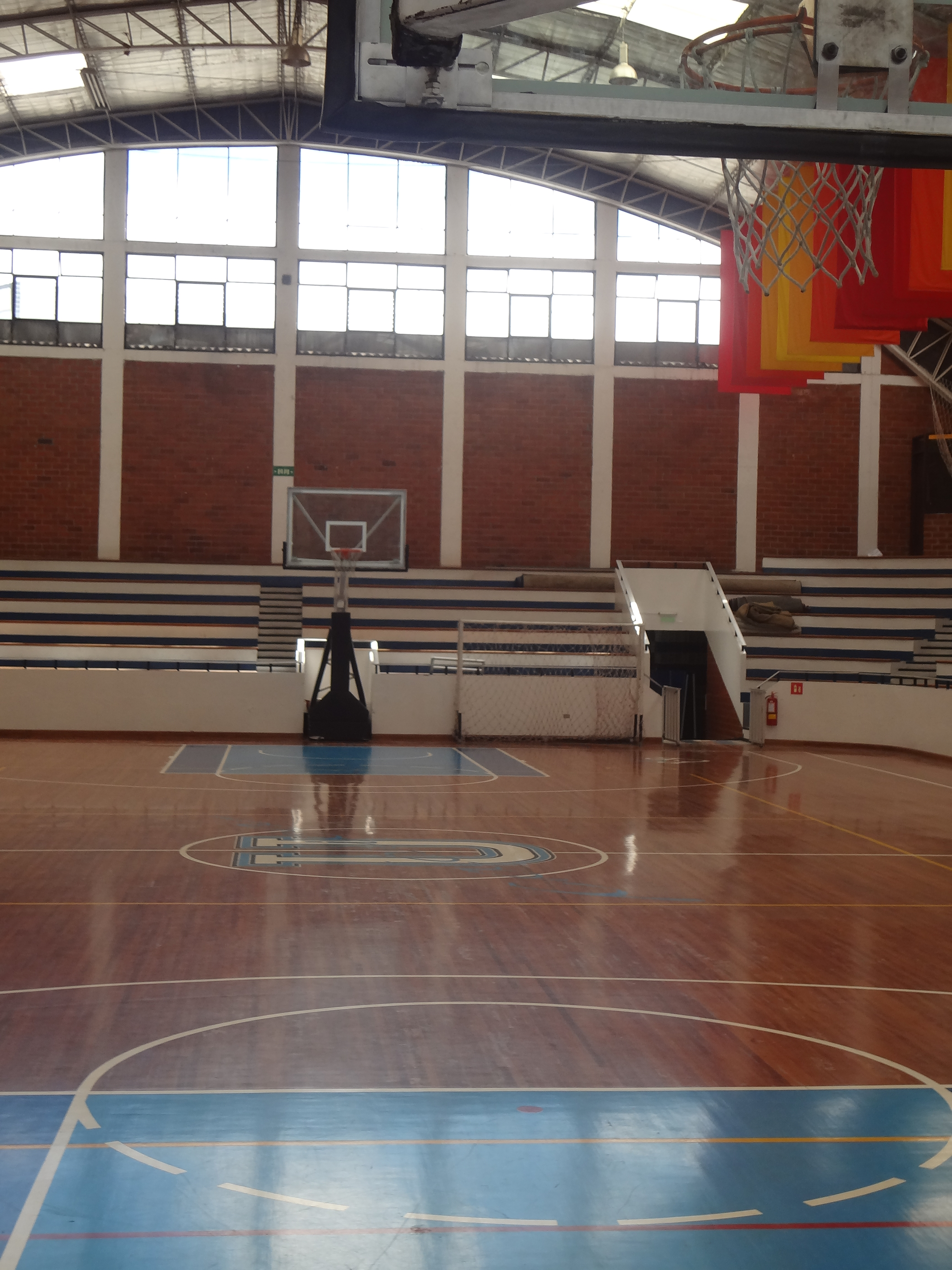
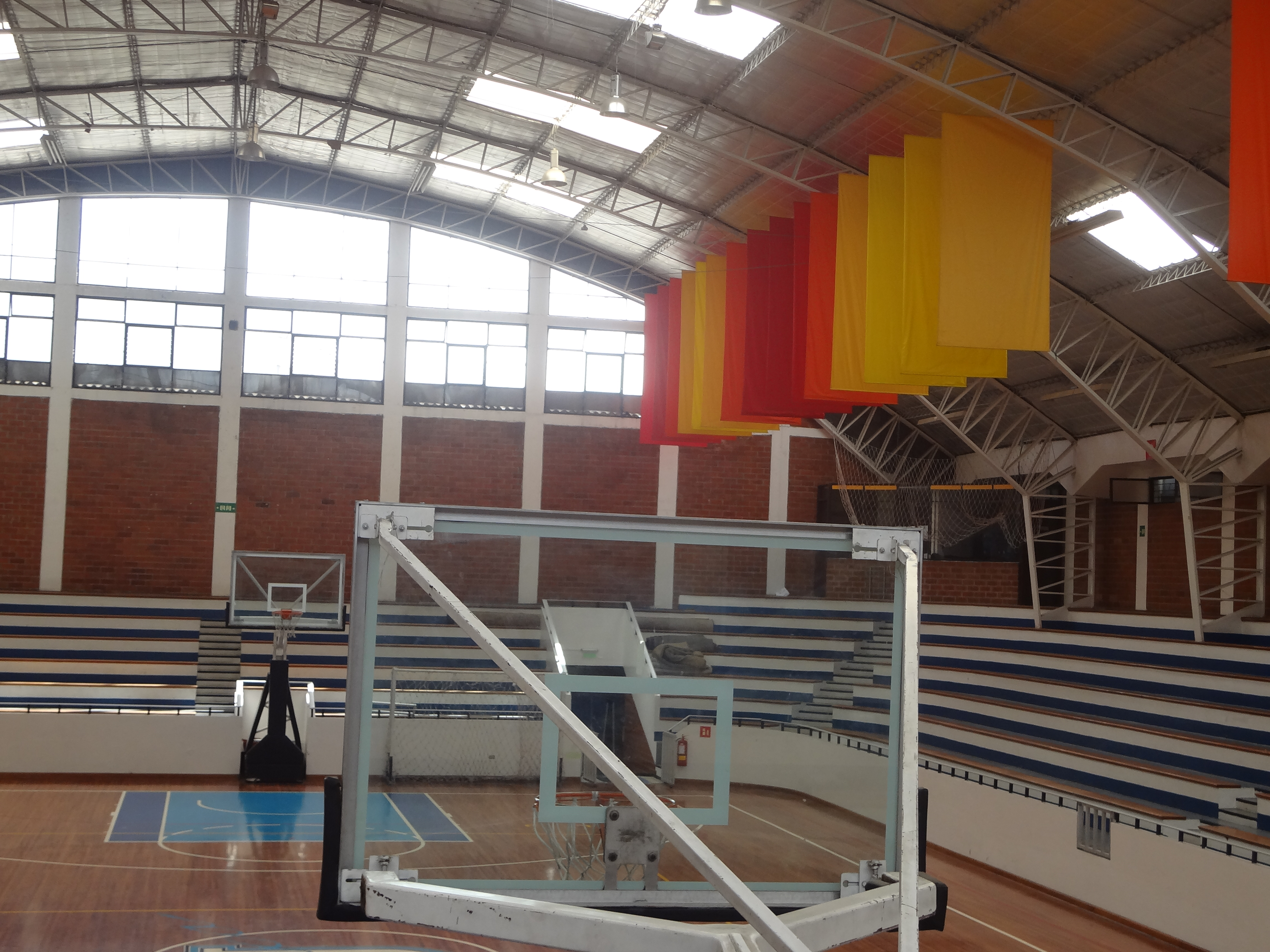
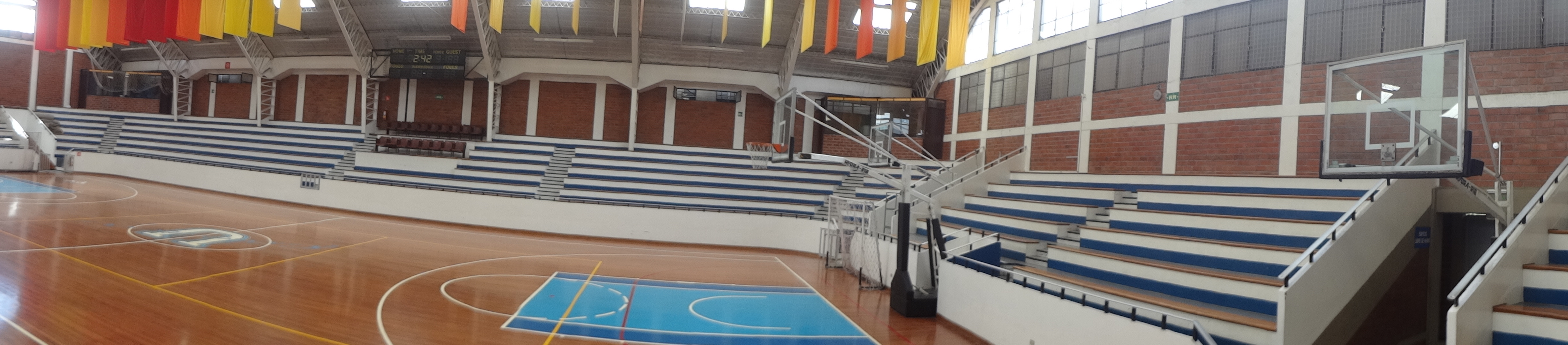

## L'architecture École, PUCE

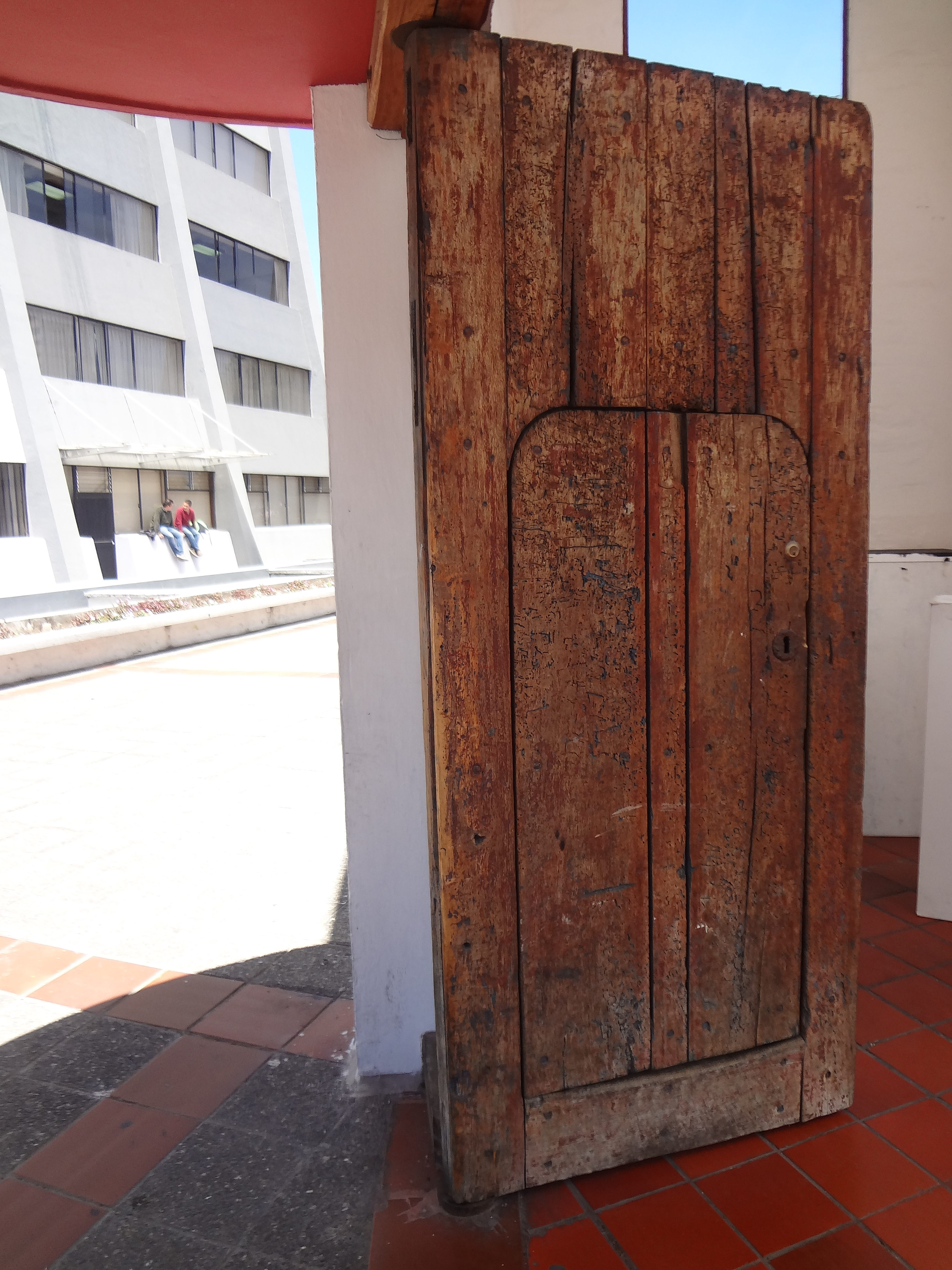
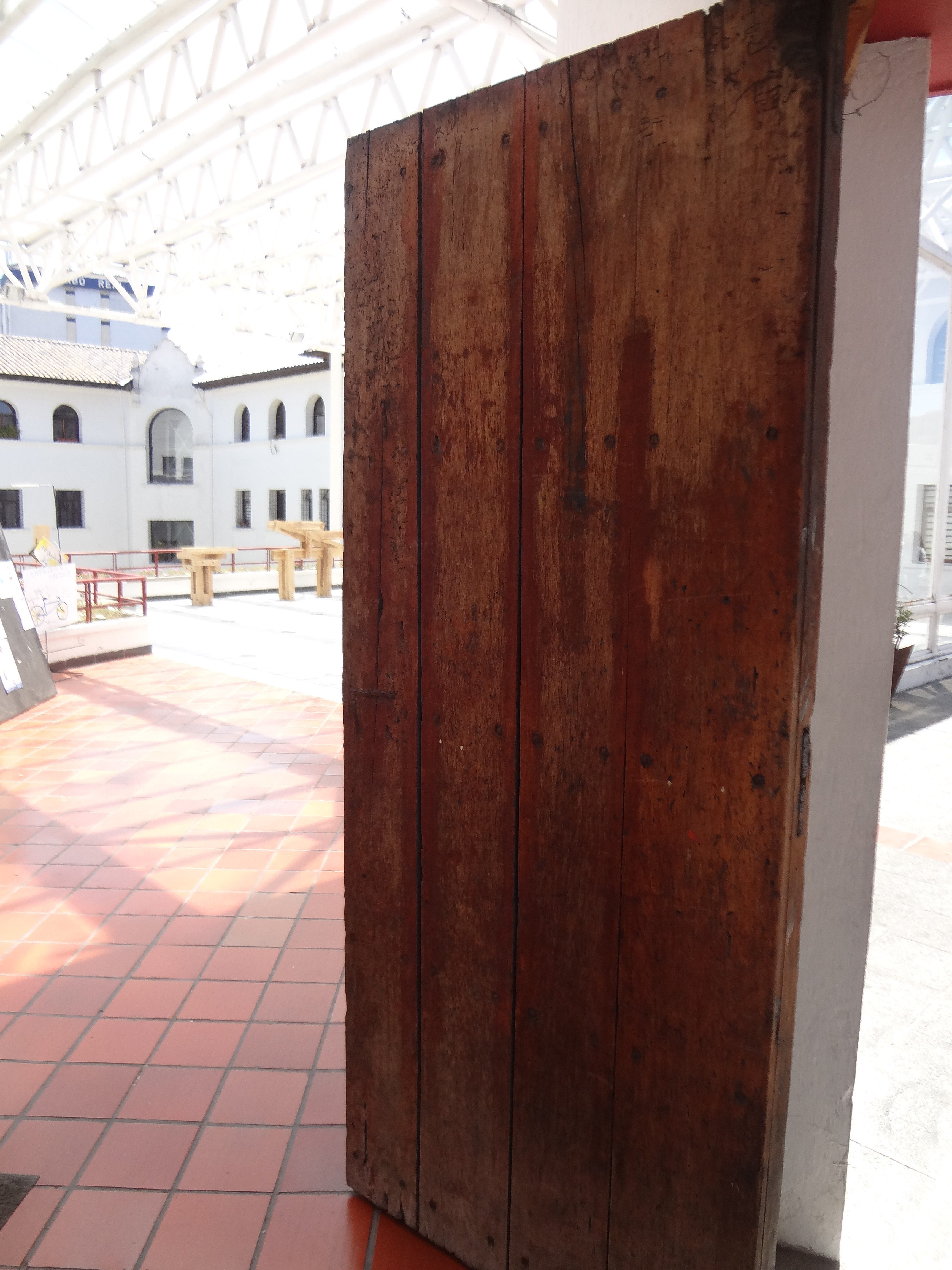
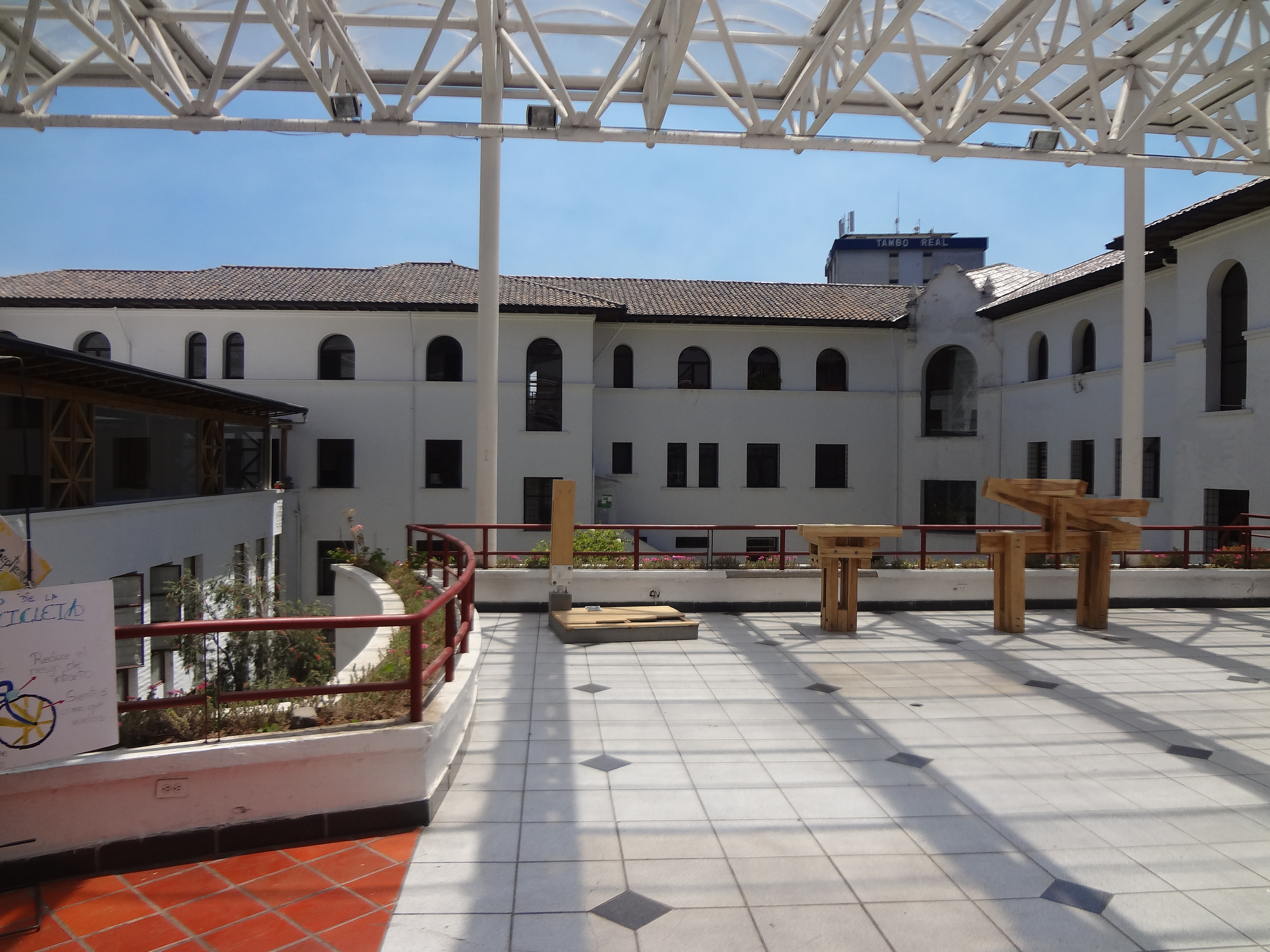

## Centro cultural, PUCE

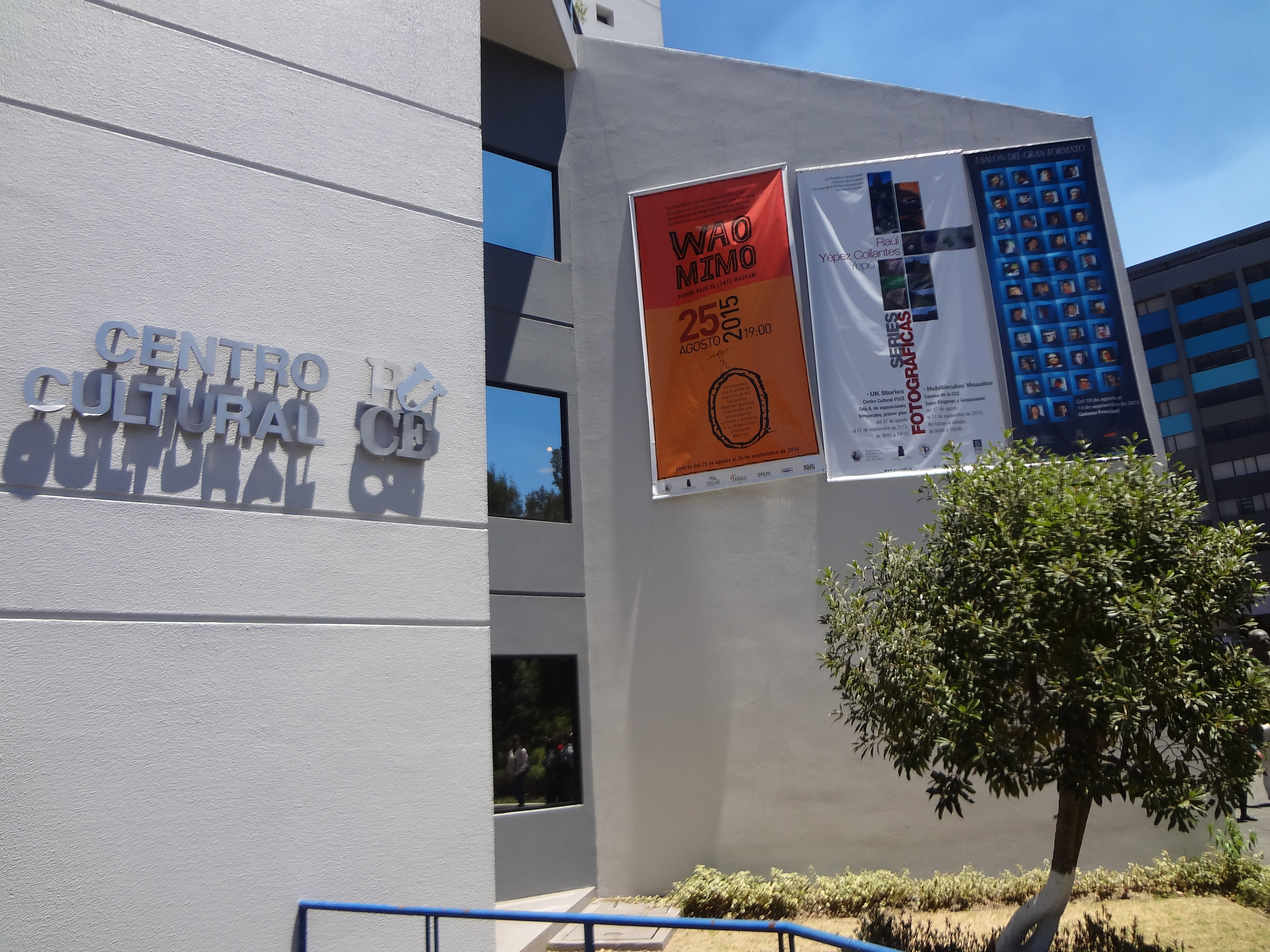
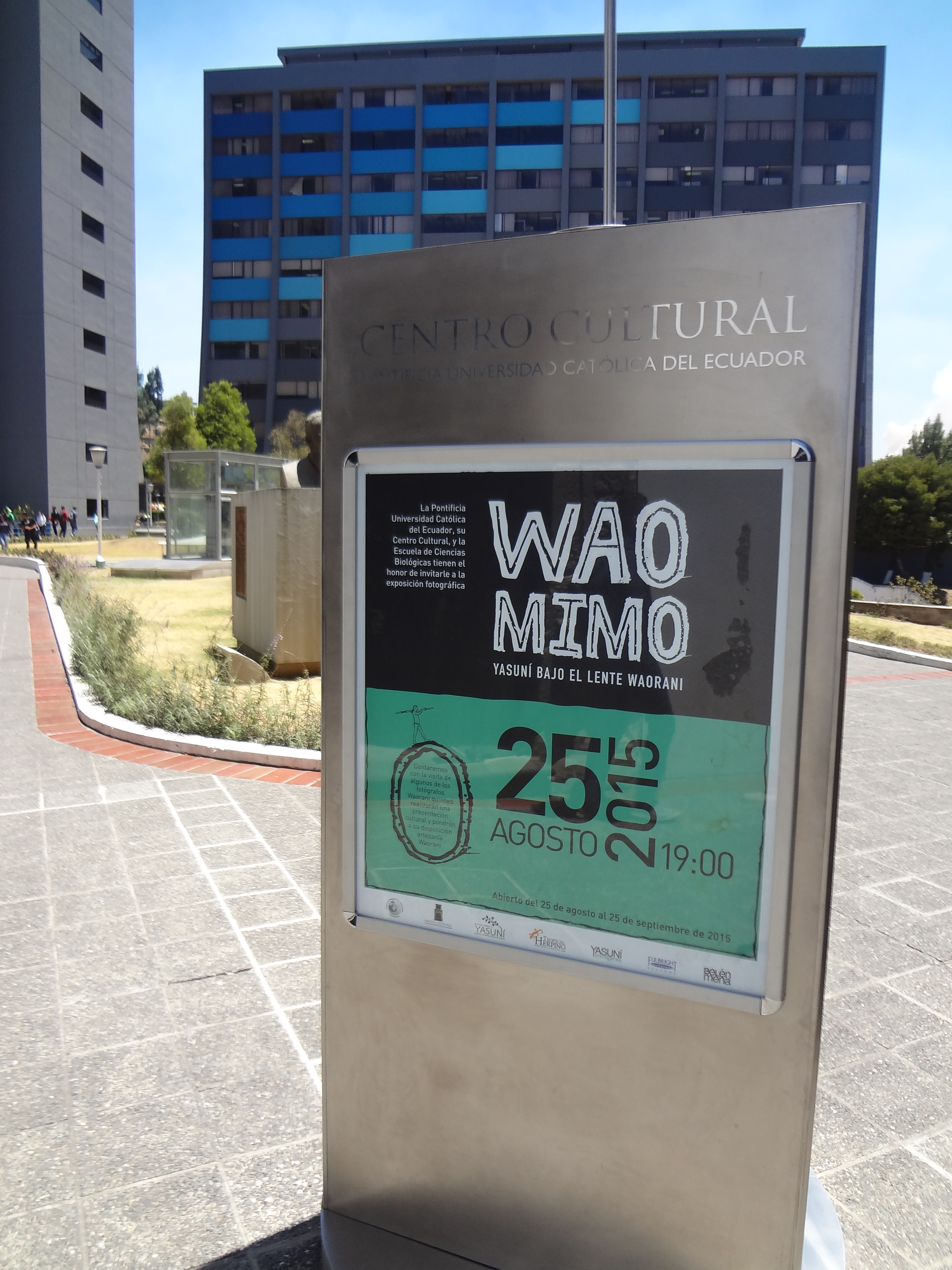
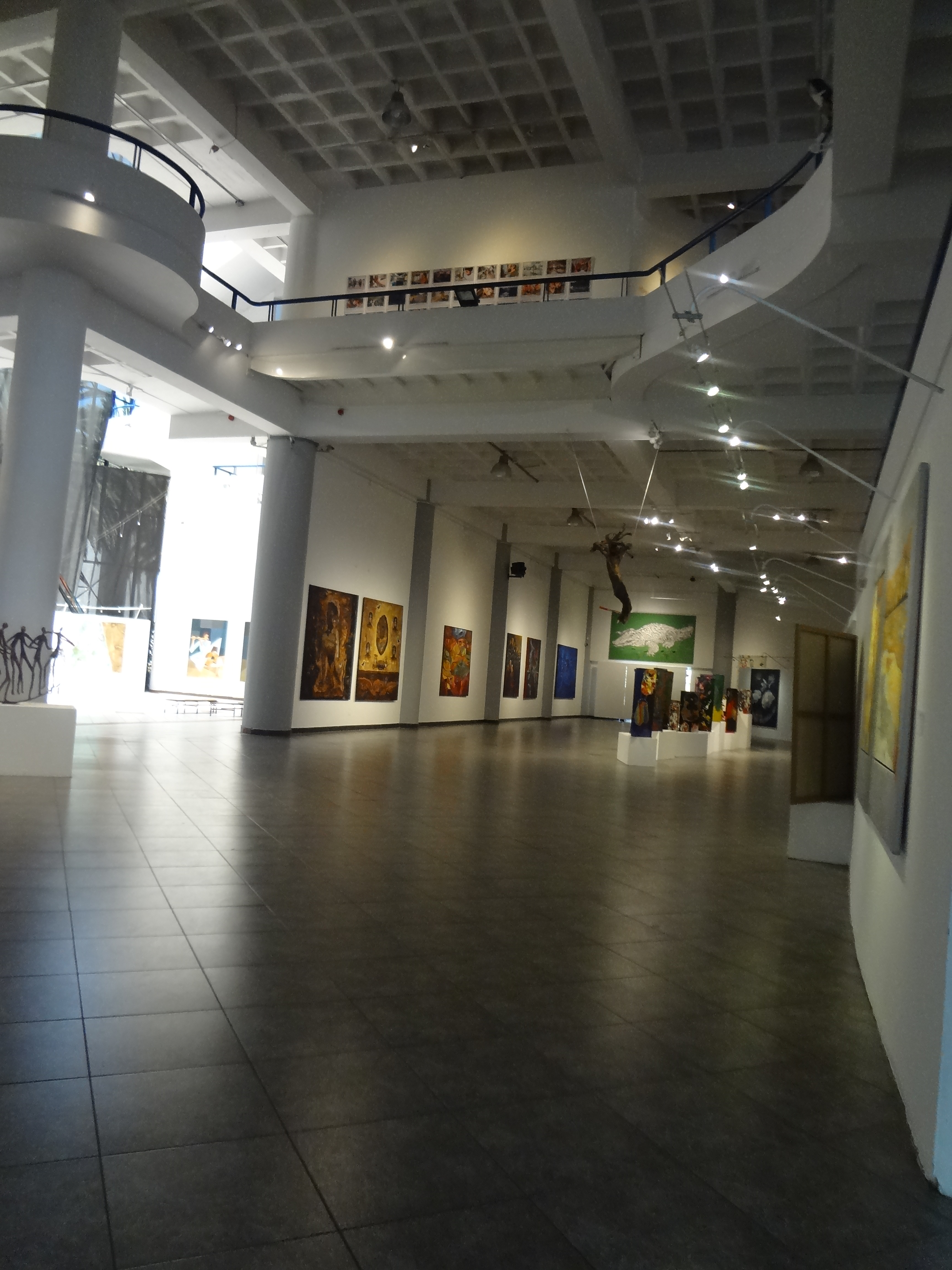
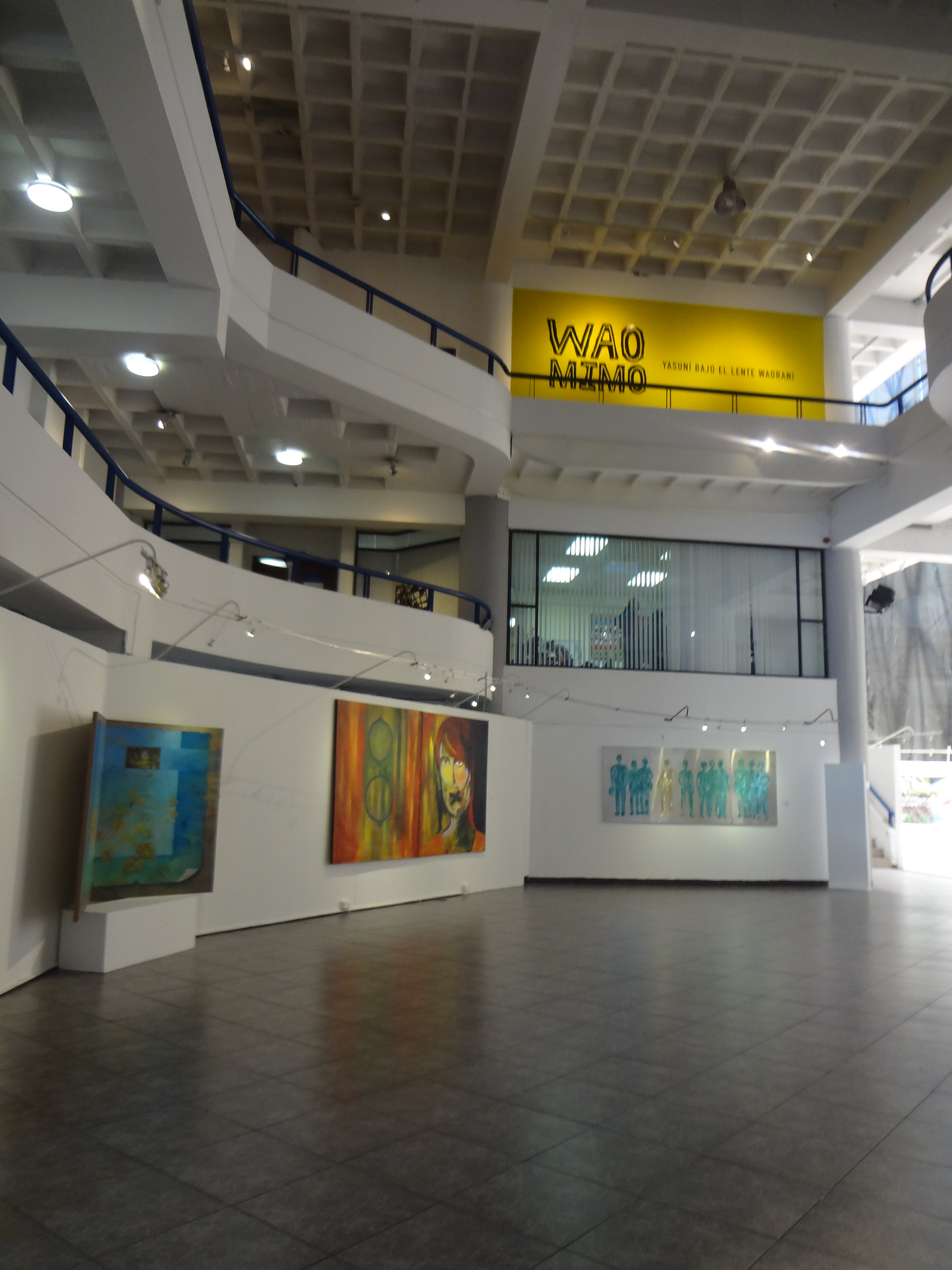
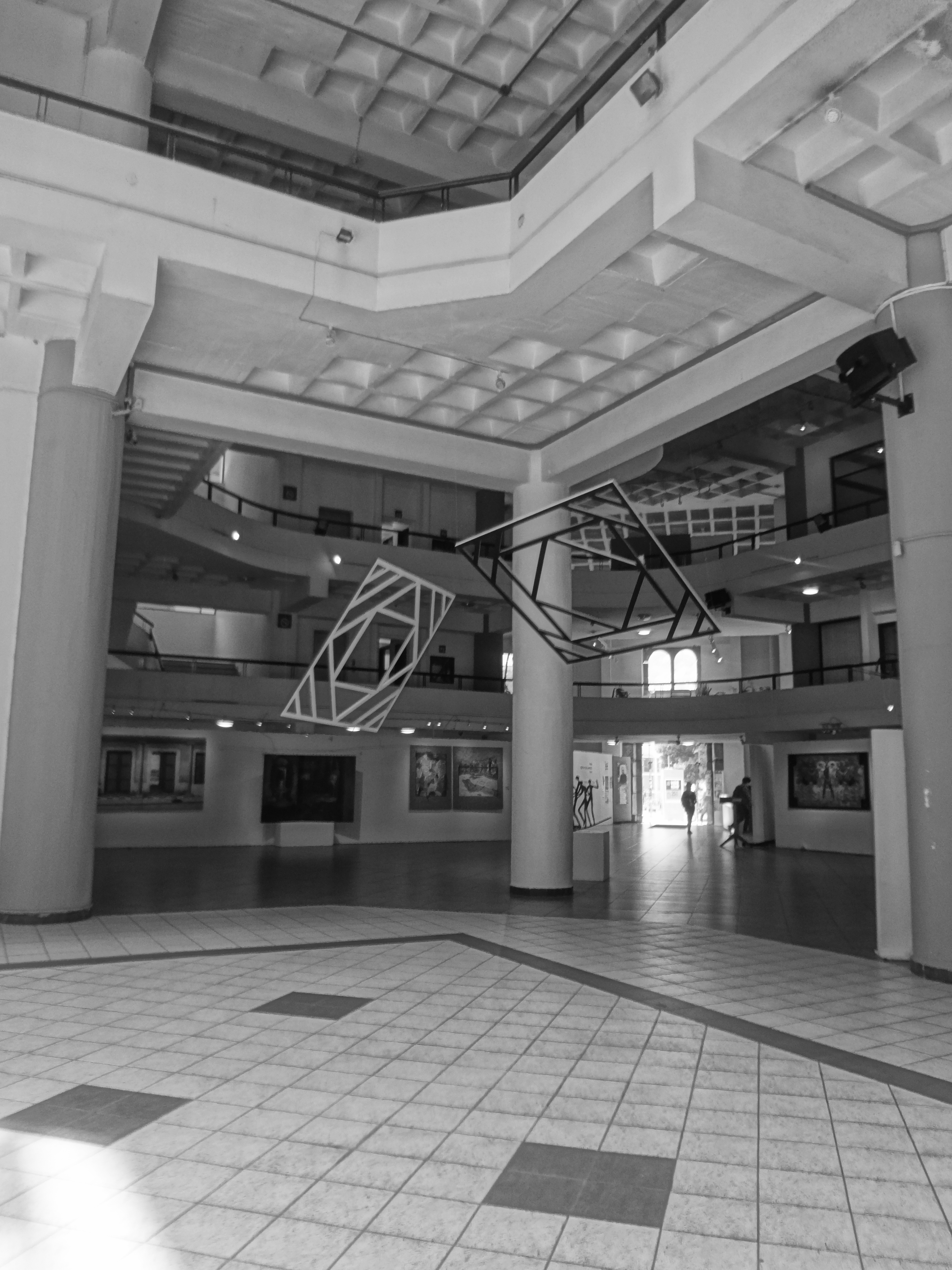

## Faculdades
- Faculdade de Arquitetura
- Faculdade de Administração e Contabilidade
- Escola de Bioquímica
- Faculdade de Ciências da Educação
- Faculdade de Ciências Naturais
- Faculdade de Ciências Humanas
- Faculdade de Comunicação, Lingüística e Literatura [15]
- Faculdade de Direito
- Faculdade de Economia
- Escola de Enfermagem
- Faculdade de Engenharia
- Faculdade de Filosofia
- Faculdade de Medicina
- Escola de Psicologia
- Faculdade de Teologia
- Escola de Trabalho Social